# Liu Yanan
Liu Yanan (chiń. upr. 刘亚男; chiń. trad. 劉亞男; pinyin Liú Yànán; ur. 29 września 1980 roku w Liaoningu) – chińska siatkarka, reprezentantka kraju. Gra na pozycji środkowej bloku. W 2004 roku zdobyła złoty medal Igrzysk Olimpijskich z Aten.  W 2008 roku w Pekinie zdobyła brązowy medal olimpijski.
Sukcesy:
- 2001 – II miejsce w World Grand Prix
- 2003 – Zwycięstwo w Grand Prix
- 2003 – Puchar Świata
- 2004 – Złoty medal Igrzysk Olimpijskich
- 2005 – III miejsce w World Grand Prix
- 2006 – Mistrzostwo Azji
- 2007 – II miejsce w World Grand Prix
- 2008 – III miejsce IO